# サンディー・コーファックス
サンフォード・コーファックス（英語: Sanford Koufax, 1935年12月30日 - ）は、アメリカ合衆国ニューヨーク州ブルックリン出身の元プロ野球選手（投手）。現在はMLBのロサンゼルス・ドジャースでスペシャルアドバイザーを務めている。
ニックネームは「The Left Arm of God」。

## 経歴
ニューヨーク州ブルックリンで、ユダヤ教徒の家庭に生まれる。出生時の名前はサンフォード・ブラウン（Sanford Braun）だったが、3歳の時に両親が離婚し、母親が弁護士のアール・コーファックスと再婚したため「コーファックス」の姓を名乗るようになった。彼は現役引退直後に出版した自伝の中で「私が父と呼ぶのは、アール・コーファックスのみである」と明言している。
少年時代から抜群の運動神経に恵まれ、当時はバスケットボールが得意であった。シンシナティ大学からバスケットボールで奨学金を得て進学する。大学ではバスケット、野球の両方をプレイしていたが、「君の投げる球は物凄く速い。野球に将来を賭けてみないか」と地元のブルックリン・ドジャースに口説かれ、1954年12月13日に契約する。この時の契約金が4000ドル以上だったため当時MLBにて導入されていたボーナス・ルールにより契約から2年間特例でメジャーリーグロースターに入れたために、マイナーリーグで腕を磨く機会を得られなかった。
1955年6月8日に故障者リストからロースター入りし、代わりに外されたのは、後の名将トミー・ラソーダだった。6月24日のミルウォーキー・ブレーブス戦でメジャーデビュー。8月27日のシンシナティ・レッドレッグス戦では2安打、14奪三振でメジャー初完投・初完封勝利を挙げた。
1958年は11勝11敗を記録したが防御率4.48、リーグワースト2位の105四球、リーグワーストの17暴投だった。
1959年は8月31日のサンフランシスコ・ジャイアンツ戦で当時のMLBタイ記録となる1試合18奪三振を記録するなどリーグ3位の173奪三振。チームはブレーブスと同率で並び、プレーオフを制して移転後初のリーグ優勝。シカゴ・ホワイトソックスとのワールドシリーズでは第5戦に先発登板し、1失点完投と好投するが援護がなく敗戦投手。チームは4勝2敗で4年ぶりのワールドチャンピオンに輝いた。
1960年は開幕から1勝8敗と出足でつまづきチームメイトのドン・ドライスデールに次ぐリーグ2位の197奪三振を記録したものの8勝13敗、リーグワースト3位タイの100四球と制球難は相変わらずだった。
1961年は大学への復学を考えていたがスプリングトレーニングの際に捕手のノーム・シェリーから「なあ、今日は楽に投げてみないか。速い球で押しまくるんじゃなくて、カーブやチェンジアップを増やしたりしてさ」というアドバイスを受け、それをきっかけに制球難を克服し大きく成長する。同年は自身初のオールスターゲームに選出されるなど18勝13敗、防御率3.52、269奪三振を記録し、クリスティ・マシューソンが1903年に記録した267奪三振のリーグ記録（20世紀以降）を更新して最多奪三振を獲得。
投手有利とされる新球場ドジャー・スタジアムが開場した1962年に一気に開花する。4月24日のシカゴ・カブス戦で2度目の18奪三振。6月30日のニューヨーク・メッツ戦で自身初のノーヒッターを達成するなど前半戦で13勝4敗、防御率2.15、202奪三振を記録。その後故障で離脱するが、9月に復帰。チームはジャイアンツと熾烈な優勝争いを演じ、残り7試合の時点で4ゲーム差を付けるが、その後1勝6敗と失速して同率で並ばれ、3試合制のプレーオフにもつれ込む。初戦の先発を任されるがウィリー・メイズに本塁打を浴びるなど2回途中3失点で降板し敗戦投手。結局1勝2敗で敗れてリーグ優勝を逃した。同年は14勝7敗、防御率2.54、216奪三振の成績で最優秀防御率のタイトルを獲得した。
1963年5月11日の宿敵ジャイアンツ戦で自身2度目のノーヒットノーランを達成。フアン・マリシャルと並んでリーグトップの25勝（5敗）、防御率1.88、自身のリーグ記録を更新する306奪三振、リーグトップの11完封を記録し、最多勝・最優秀防御率・最多奪三振の投手三冠を達成し、チームのリーグ優勝の原動力となる。ニューヨーク・ヤンキースとのワールドシリーズでは第1戦に先発し、当時のシリーズ記録を更新する15奪三振で2失点完投勝利。第4戦でも無四球1失点完投勝利を挙げ、4連勝で4年ぶりのワールドチャンピオンとなり、シリーズMVPを獲得。オフにサイ・ヤング賞、MVPをダブル受賞した。
1964年のシーズン前にドライスデールと共に大幅な年俸増をオーナーのウォルター・オマリーに要求し、初の代理人交渉を行う。5月31日から11連勝を記録し、6月4日のフィラデルフィア・フィリーズ戦で3年連続となるノーヒッターを達成。肘の故障で8月16日の登板を最後に故障者リスト入りするものの、19勝5敗、防御率1.74、223奪三振、リーグトップの7完封を記録し、3年連続で最優秀防御率のタイトルを獲得した。
1965年は5月30日から再び11連勝。9月9日のシカゴ・カブス戦で14三振を奪って完全試合を達成し、史上初の4年連続ノーヒッターを達成。26勝8敗、防御率2.04、1904年にルーブ・ワッデルが記録した当時のMLB記録349を更新する382奪三振、共にリーグトップの335.2イニング、27完投を記録し、2度目の投手三冠を達成。チームもジャイアンツとの熾烈な優勝争いを制しリーグ優勝。ミネソタ・ツインズとのワールドシリーズでは第1戦の10月6日がユダヤ教最大の祭日であるヨム・キプルと重なったため先発を拒否し、ユダヤ人コミュニティから称賛を浴びる。代わりにドライスデールが先発登板するがノックアウト。第2戦に先発登板するが中盤に打ち込まれて敗戦投手となる。第5戦では4安打、10奪三振完封勝利。シリーズは第7戦にもつれ込み、ローテーション通りならば先発はドライスデールの順番だったが、ウォルター・オルストン監督はコーファックスを中2日でマウンドに送る。見事に期待に応えて3安打10奪三振で完封、2年ぶりのワールドチャンピオンをもたらし2度目のシリーズMVPを獲得した。オフに2度目のサイ・ヤング賞を受賞し、MVPの投票でも2位に入った。
1966年は前半戦で8連勝を記録するなど15勝4敗、防御率1.60の成績で、6年連続の選出となったオールスターゲームでは先発投手を務めた。27勝9敗、防御率1.73、317奪三振、いずれもリーグトップの323.0イニング、27完投、5完封を記録し2年連続の投手三冠を達成、リーグ連覇に貢献する。ボルチモア・オリオールズとのワールドシリーズでは前年に続き第2戦に先発登板するが、6回4失点（自責点1）で降板、打線もジム・パーマーに完封され敗戦投手。チームは第3戦・第4戦も完封負けで4連敗と一蹴され、敗退した。シリーズ終了後の11月18日、登板過多による左肘の故障を理由に30歳で突如引退を発表する。引退の理由を「お金よりも大事なものがある」「野球を辞めた後も続く長い人生を健康な身体で送りたい」と語った。
1972年に史上最年少の36歳で野球殿堂入りを果たす。同年6月4日に背番号「32」が、ロイ・キャンパネラの『39』、ジャッキー・ロビンソンの『42』と共にドジャース初の永久欠番に指定された。なお、2024年10月にドジャース永久欠番指定選手・監督でフェルナンド・バレンズエラが死去したため、2024年現在コーファックスが唯一の存命者である。

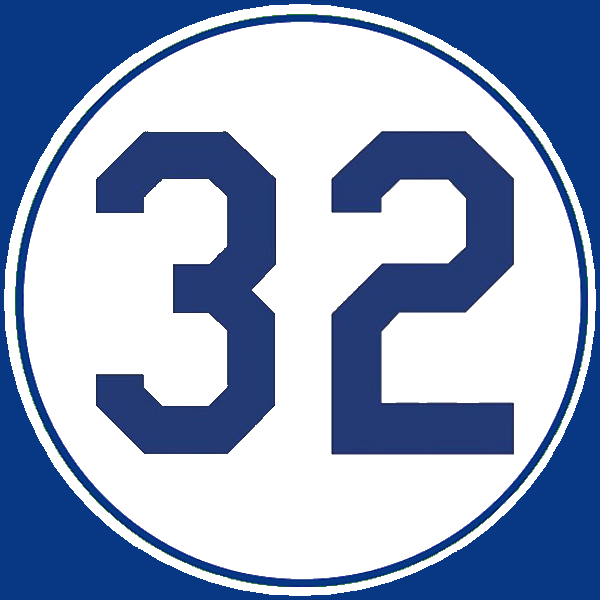
コーファックスの背番号「32」。
ロサンゼルス･ドジャースの永久欠番に1972年指定。

引退後の5年間はNBCで解説者を務め、その後現在までドジャースの特別アドバイザーとして後進の指導を行っている。毎年ドジャースのスプリングトレーニングを訪れ、過去に日本人選手で在籍した野茂英雄や石井一久を指導したこともある。ちなみに若手時代の山本昌を酷評したことでも知られる。2019年現在も健在ではあるが、メディアへの露出を極端に嫌い、彼の伝記 "A Lefty's Legacy" がユダヤ系アメリカ人ライターのジェーン・リービーによって書かれた時も、本人は取材を拒否している。なおこの伝記は彼の友人・知人が『本人の許可のもと』著者のインタビューに応じて完成されたものである。

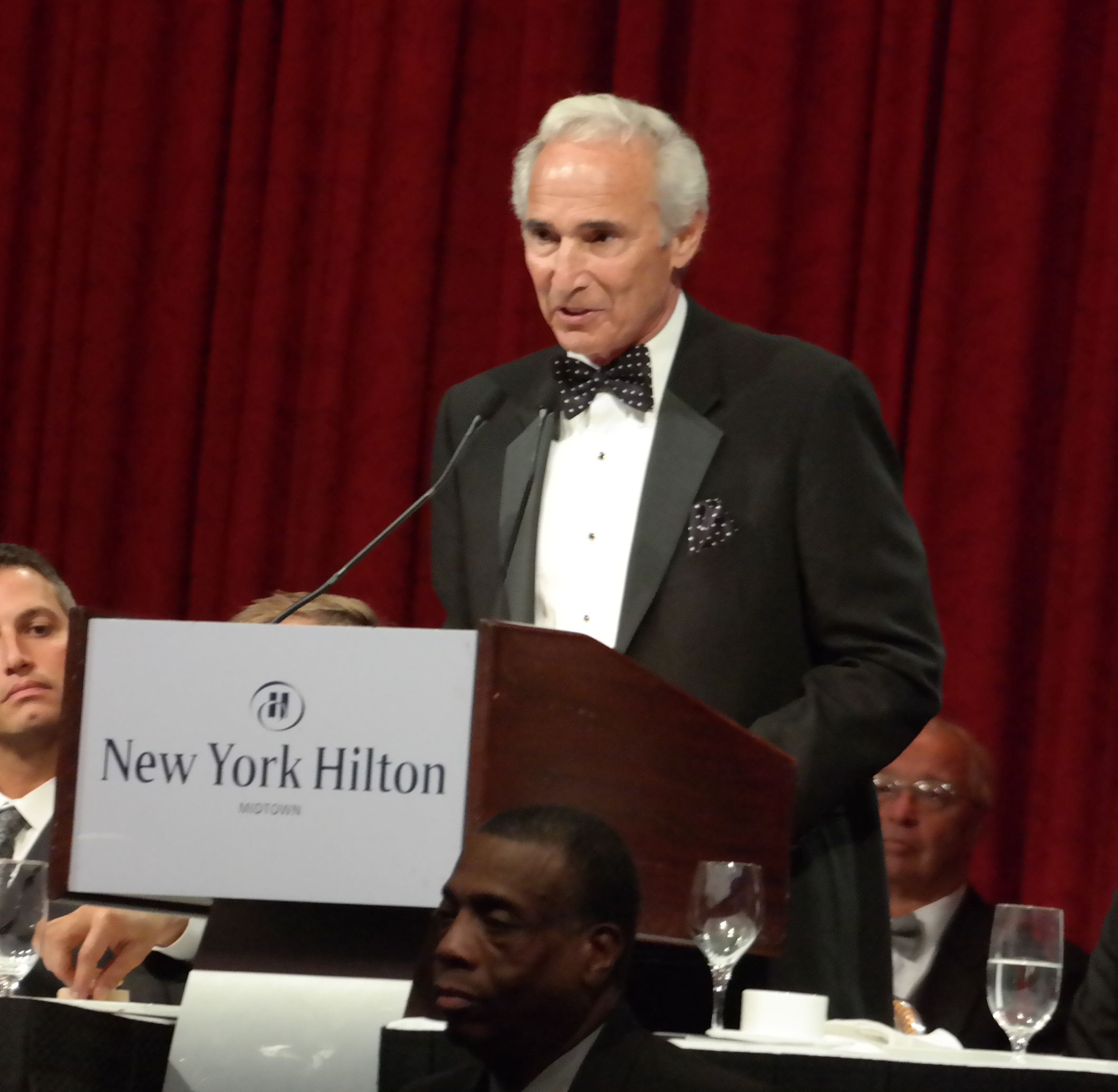
2014年の全米野球記者協会でのディナーにて

2013年1月22日にドジャースのスペシャルアドバイザーに就任し、スプリングトレーニングでドジャースの投手たちにアドバイスを送った他、4月1日にはドジャー・スタジアムで始球式に招待されている。

## 選手としての特徴
足を高く上げるオーバースローからのフォーシーム、カーブを武器とした。1963年のワールドシリーズで敗れたヤンキースの主砲ミッキー・マントルは「人々が彼について言っていたのが本当だったことが分かった。速球は胸元で浮き上がるし、カーブは見えなくなるほど落ちる」と語り、ヨギ・ベラは「何故あの男が25勝できたのかは理解できた。理解できないのはなぜ5敗もしたのかだ」と評した。他にも当時のピッツバーグ・パイレーツの主砲、ウィリー・スタージェルも「コーファックスの球を打つのはコーヒーをフォークですくって飲むようなものだ」と攻略の難しさを語っている。
通算投球回数2000回以上の投手が対象である、投球回数9回に対する通算の奪三振率が9.0以上の投手7人のうちの1人であり、投球回数9回に対する通算の奪三振率9.28は、マックス・シャーザー、ランディ・ジョンソン、ペドロ・マルティネス、クレイトン・カーショウ、ノーラン・ライアンに次ぐMLB史上6位である。通算被安打率（9回ごとの被安打数）6.79は1000投球回以上ではライアンに次ぐ歴代2位
。
登板過多から肘の故障に苦しむようになり、登板前には痛み止めの注射、登板後には現在では当たり前となった肩・肘のアイシングを行っていた。それでも医師からは「このまま投げ続ければ、日常生活にも支障が出る」とまで言われたという。
投手としての球種はカーブ、チェンジアップ、フォークボール。（米書「guide to pitchers」より）

## 詳細情報

### 年度別投手成績
| 年 度     | 球 団     | 登 板 | 先 発 | 完 投 | 完 封 | 無 四 球 | 勝 利 | 敗 戦 | セ 丨 ブ | ホ 丨 ル ド | 勝 率 | 打 者 | 投 球 回 | 被 安 打 | 被 本 塁 打 | 与 四 球 | 敬 遠 | 与 死 球 | 奪 三 振 | 暴 投 | ボ 丨 ク | 失 点 | 自 責 点 | 防 御 率 | W H I P |
| --------- | --------- | ----- | ----- | ----- | ----- | -------- | ----- | ----- | -------- | ----------- | ----- | ----- | -------- | -------- | ----------- | -------- | ----- | -------- | -------- | ----- | -------- | ----- | -------- | -------- | ------- |
| 1955      | BRO LAD   | 12    | 5     | 4     | 2     | 0        | 2     | 2     | 0        | --          | .500  | 183   | 41.2     | 33       | 2           | 28       | 1     | 1        | 30       | 2     | 1        | 15    | 14       | 3.02     | 1.46    |
| 1956      | BRO LAD   | 16    | 10    | 0     | 0     | 0        | 2     | 4     | 0        | --          | .333  | 261   | 58.2     | 66       | 10          | 29       | 0     | 0        | 30       | 1     | 2        | 37    | 32       | 4.91     | 1.62    |
| 1957      | BRO LAD   | 34    | 13    | 2     | 0     | 0        | 5     | 4     | 0        | --          | .556  | 444   | 104.1    | 83       | 14          | 51       | 1     | 2        | 122      | 5     | 0        | 49    | 45       | 3.88     | 1.28    |
| 1958      | BRO LAD   | 40    | 26    | 5     | 0     | 0        | 11    | 11    | 1        | --          | .500  | 714   | 158.2    | 132      | 19          | 105      | 6     | 1        | 131      | 17    | 0        | 89    | 79       | 4.48     | 1.49    |
| 1959      | BRO LAD   | 35    | 23    | 6     | 1     | 0        | 8     | 6     | 2        | --          | .571  | 679   | 153.1    | 136      | 23          | 92       | 4     | 0        | 173      | 5     | 1        | 74    | 69       | 4.05     | 1.49    |
| 1960      | BRO LAD   | 37    | 26    | 7     | 2     | 0        | 8     | 13    | 1        | --          | .381  | 753   | 175.0    | 133      | 20          | 100      | 6     | 1        | 197      | 9     | 0        | 83    | 76       | 3.91     | 1.33    |
| 1961      | BRO LAD   | 42    | 35    | 15    | 2     | 0        | 18    | 13    | 1        | --          | .581  | 1068  | 255.2    | 212      | 27          | 96       | 6     | 3        | 269      | 12    | 2        | 117   | 100      | 3.52     | 1.20    |
| 1962      | BRO LAD   | 28    | 26    | 11    | 2     | 1        | 14    | 7     | 1        | --          | .667  | 744   | 184.1    | 134      | 13          | 57       | 4     | 2        | 216      | 3     | 0        | 61    | 52       | 2.54     | 1.04    |
| 1963      | BRO LAD   | 40    | 40    | 20    | 11    | 6        | 25    | 5     | 0        | --          | .833  | 1210  | 311.0    | 214      | 18          | 58       | 7     | 3        | 306      | 6     | 1        | 68    | 65       | 1.88     | 0.87    |
| 1964      | BRO LAD   | 29    | 28    | 15    | 7     | 3        | 19    | 5     | 1        | --          | .792  | 870   | 223.0    | 154      | 13          | 53       | 5     | 0        | 223      | 9     | 0        | 49    | 43       | 1.74     | 0.93    |
| 1965      | BRO LAD   | 43    | 41    | 27    | 8     | 4        | 26    | 8     | 2        | --          | .765  | 1297  | 335.2    | 216      | 26          | 71       | 4     | 5        | 382      | 11    | 0        | 90    | 76       | 2.04     | 0.86    |
| 1966      | BRO LAD   | 41    | 41    | 27    | 5     | 2        | 27    | 9     | 0        | --          | .750  | 1274  | 323.0    | 241      | 19          | 77       | 4     | 0        | 317      | 7     | 0        | 74    | 62       | 1.73     | 0.98    |
| MLB：12年 | MLB：12年 | 397   | 314   | 137   | 40    | 16       | 165   | 87    | 9        | --          | .655  | 9497  | 2324.1   | 1754     | 204         | 817      | 48    | 18       | 2396     | 87    | 7        | 806   | 713      | 2.76     | 1.11    |

- 各年度の太字はリーグ最高
- BRO（ブルックリン・ドジャース）は、1958年にLAD（ロサンゼルス・ドジャース）に球団名を変更

### 年度別守備成績
| 年 度 | 球 団 | 投手（P） | 投手（P） | 投手（P） | 投手（P） | 投手（P） | 投手（P） |
| 年 度 | 球 団 | 試 合     | 刺 殺     | 補 殺     | 失 策     | 併 殺     | 守 備 率  |
| ----- | ----- | --------- | --------- | --------- | --------- | --------- | --------- |

### タイトル
- 最多勝利：3回（1963年、1965年、1966年）
- 最優秀防御率：5回（1962年 - 1966年）※5年連続は歴代1位
- 最多奪三振：4回（1961年、1963年、1965年、1966年）

### 表彰
- シーズンMVP：1回（1963年）
- サイ・ヤング賞：3回（1963年、1965年、1966年）
- ワールドシリーズMVP：2回（1963年、1965年）※2回は歴代1位タイ
- ベーブ・ルース賞：2回（1963年、1965年）
- ハッチ賞：1回（1966年）
- アメリカ野球殿堂入り（1972年）
- MLBオールセンチュリーチーム選出（左投手）（1999年）

### 記録
- MLBオールスターゲーム選出：6回（1961年 - 1966年）
- 投手三冠：3回（1963年、1965年、1966年）※三冠3回は歴代1位タイ
- ナショナル・リーグシーズン最多奪三振記録：382（1965年）※当時はメジャーリーグ記録、1973年にノーラン・ライアンが更新
- ノーヒットノーラン：3回
  - 1962年6月30日、対ニューヨーク・メッツ戦
  - 1963年5月11日、対サンフランシスコ・ジャイアンツ戦
  - 1964年6月4日、対フィラデルフィア・フィリーズ戦
- 完全試合：1回（1965年9月9日、対シカゴ・カブス戦）
- 4シーズン連続ノーヒットノーラン達成（1962年 - 1965年）

### 背番号
- 32（1955年 - 1966年）※ロサンゼルス・ドジャースの永久欠番